# Einheitsvektor
Ein Einheitsvektor ist in der analytischen Geometrie ein Vektor der Länge Eins. In der linearen Algebra und der Funktionalanalysis wird der Begriff der Länge auf allgemeine Vektorräume zum Begriff der Norm verallgemeinert. Ein Vektor in einem normierten Vektorraum, das heißt einem Vektorraum, auf dem eine Norm definiert ist, heißt Einheitsvektor oder normierter Vektor, wenn seine Norm Eins beträgt.

## Definition
Ein Element {\displaystyle v} eines normierten Vektorraumes {\displaystyle V} heißt Einheitsvektor, wenn {\displaystyle \|{\vec {v}}\|=1} gilt. Einheitsvektoren werden oft mit einem Zirkumflex gekennzeichnet ({\displaystyle {\hat {v}}}).

## Einordnung
Einen gegebenen, vom Nullvektor verschiedenen Vektor {\displaystyle {\vec {v}}} kann man normieren, indem man ihn durch seine Norm (= seinen Betrag) dividiert:
{\displaystyle {\hat {v}}={\frac {\vec {v}}{\|{\vec {v}}\|}}}
Dieser Vektor ist der Einheitsvektor, der in dieselbe Richtung wie {\displaystyle {\vec {v}}} zeigt. Er spielt z. B. eine Rolle beim Gram-Schmidtschen Orthogonalisierungsverfahren oder der Berechnung der Hesseschen Normalform.
Die Elemente einer Basis (= Basisvektoren) werden oft als Einheitsvektoren gewählt, denn durch die Verwendung von Einheitsvektoren werden viele Rechnungen vereinfacht.
Zum Beispiel ist in einem euklidischen Raum das Standardskalarprodukt zweier Einheitsvektoren gleich dem Kosinus des Winkels zwischen den beiden.

## Endlichdimensionaler Fall

Kanonische Einheitsvektoren in der euklidischen Ebene

In den endlichdimensionalen reellen Vektorräumen {\displaystyle \mathbb {R} ^{n}} besteht die am häufigsten bevorzugte Standardbasis aus den kanonischen Einheitsvektoren
{\displaystyle {\vec {e}}_{1}={\begin{pmatrix}1\\0\\0\\\vdots \\0\end{pmatrix}},\;{\vec {e}}_{2}={\begin{pmatrix}0\\1\\0\\\vdots \\0\end{pmatrix}},\;{\vec {e}}_{3}={\begin{pmatrix}0\\0\\1\\\vdots \\0\end{pmatrix}},\;\dots ,\;{\vec {e}}_{n}={\begin{pmatrix}0\\0\\0\\\vdots \\1\end{pmatrix}}}.
Fasst man die kanonischen Einheitsvektoren zu einer Matrix zusammen, erhält man eine Einheitsmatrix.
Die Menge der kanonischen Einheitsvektoren des {\displaystyle \mathbb {R} ^{n}} bildet bezüglich des kanonischen Skalarprodukts eine Orthonormalbasis, d. h. je zwei kanonische Einheitsvektoren stehen senkrecht aufeinander (=„ortho“), alle sind normiert (=„normal“) und sie bilden eine Basis.

### Beispiel
Die drei kanonischen Einheitsvektoren des dreidimensionalen Vektorraums {\displaystyle \mathbb {R} ^{3}} werden in den Naturwissenschaften auch mit {\displaystyle {\vec {i}},\,{\vec {j}},\,{\vec {k}}} bezeichnet:

{\displaystyle {\vec {i}}={\vec {e}}_{1}={\begin{pmatrix}1\\0\\0\end{pmatrix}},\quad {\vec {j}}={\vec {e}}_{2}={\begin{pmatrix}0\\1\\0\end{pmatrix}},\quad {\vec {k}}={\vec {e}}_{3}={\begin{pmatrix}0\\0\\1\end{pmatrix}}}
Gelegentlich werden die ersten beiden kanonischen Einheitsvektoren auch ohne Pünktchen als {\displaystyle {\vec {\imath }},{\vec {\jmath }}} geschrieben. In der Literatur verbreitet sind auch die Schreibweise mit Hütchen {\displaystyle {\hat {\imath }},{\hat {\jmath }},{\hat {k}}} sowie die Schreibweise mit Fettdruck {\displaystyle \mathbf {i} ,\,\mathbf {j} ,\,\mathbf {k} } (letztere dann auch manchmal mit Hütchen kombiniert). 

## Unendlichdimensionaler Fall
In unendlichdimensionalen unitären Vektorräumen (= VR mit Skalarprodukt) bildet die (unendliche) Menge der kanonischen Einheitsvektoren zwar noch ein Orthonormalsystem, aber nicht notwendig eine (Vektorraum-)Basis. In Hilberträumen gelingt es jedoch durch Zulassung unendlicher Summen, jeden Vektor des Raumes darzustellen, man spricht deshalb weiter von einer Orthonormalbasis.